# The Blackout Argument
The Blackout Argument war eine deutsche Post-Hardcore-Band aus München.

## Geschichte
The Blackout Argument wurde im November 2005 von Schlagzeuger Philip Seidl (ehemals Flyswatter) und Christoph Zehetleitner (ehemals Paint the Town Red) gegründet und ist seit März 2006 live aktiv.
Im Juni 2006 veröffentlichte die Band ihre Debüt-EP Munich Angst auf dem britischen Label Engineer Records, die 2007 auf Bastardized Recordings neu aufgelegt wurde. Zeitgleich erschien ebenfalls auf Bastardized Recordings eine weitere EP mit dem Titel Munich Valor.
Im Mai 2007 begleitete die Band boysetsfire auf deren Abschieds-Europatour. Im September 2007 folgte die Veröffentlichung ihres ersten Albums auf Lifeforce Records. Decisions wurde in den Suiseidl Studios aufgenommen und von Kristian Kohlmannslehner in den Kohlekeller Studios gemixt und gemastert. Darüber hinaus spielten The Blackout Argument Ende 2007 einen Teil der Never-Say-Die-Festival-Tour zusammen mit Parkway Drive, Comeback Kid, This Is Hell und den Cancer Bats.
Mitte 2007 stieg Sänger Sinan Akilli aus persönlichen Gründen aus der Band aus. Seine Nachfolge trat Raphael Schmid (For Heaven’s Sake, Reach My Hand) an. Auf der im Juni 2008 online erschienenen EP Smile Like a Wolf ist Raphael Schmid zum ersten Mal zu hören, nachdem er auf dem Album Decisions in dem Lied Share It or Leave It Guest-Vocals hatte. Im Anschluss an die Online-Veröffentlichung der EP ging die Band mit Architects auf Europatour.
Im Februar 2009 erschien das zweite Album Remedies auf Lifeforce Records. Im Anschluss an eine vierwöchige Europatour mit This Is Hell und Dead Swans im April 2009 stieg Eric Eller als neuer Bassist in die Band ein.
Anfang August 2010 unterzeichnete die Band einen weltweiten Platten- und Verlagsvertrag bei Redfield Records, wo im Februar 2011 ihr Album Detention erschien. Im April ging die Band auf Europatour mit Shai Hulud und Ligeia. Auf Detention sind Gastbeiträge von Andrew Neufeld (Comeback Kid) und dem Rapper Casper zu hören. Mit letzterem hatten The Blackout Argument 2011 auf dem Mach1 Festival einen gemeinsamen Auftritt, bei dem neben dem gemeinsamen Song Overweight Against Heart Attacks auch drei Lieder von Casper und ein Coversong gespielt wurden.
Im Juli 2011 gaben The Blackout Argument auf ihrer Website ihre baldige Auflösung bekannt. Im November ging die Band noch gemeinsam mit Till We Drop und Social Suicide auf Abschiedstour durch Deutschland, Österreich und die Schweiz. Das letzte Konzert fand am 6. November 2011 in München statt. Als Special Guest begleitete Casper die Band für einen Teil des Konzertes.

## Stil
The Blackout Argument spielten einen – etwa durch harte und markante metallastige Gitarrenriffs, Breakdowns und harte, langsame Moshparts oder auch durch den gut trainierten gegrowlten Gesang geprägten – stärker am sogenannten metallischen New School Hardcore angelehnten Stil, wobei sich ihr Sound teilweise auch dem Metalcore annäherte.
Weiterhin prägend für die Gruppe sind die sehr melodischen und eingängigen – oft mehrstimmigen – Gesänge, die sich mit den schon erwähnten härteren Growls abwechseln, sowie experimentellere und leichter zugängliche ruhigere Passagen und Songstrukturen.
Vergleichen lässt sich dieser Sound sowohl mit international kommerziell erfolgreichen Post-Hardcore-Bands wie etwa boysetsfire oder auch A Static Lullaby als auch mit New-School-Hardcore-Bands wie Have Heart.

## Diskografie

### Alben
- 2007: Decisions (Lifeforce Records)
- 2009: Remedies (Lifeforce Records)
- 2011: Detention (Redfield Records)

### Singles und EPs
- 2006: Munich Angst (Engineer Records)
- 2007: Munich Angst Re-Release (Bastardized Recordings)
- 2007: Munich Valor (Bastardized Recordings)
- 2007: Munich Valor & Munich Angst (Do-MCD; Bastardized Recordings)
- 2008: Smile Like a Wolf (Online-EP; Let It Burn Records)
- 2008: Smile Like a Wolf (Vinyl-Single; Blacktop Records)
- 2011: Our Time Is Up... (Redfield Records)